# Eleccions presidencials georgianes de 2004
Les eleccions presidencials georgianes de 2004 se celebraren el 4 de gener de 2004. Els comicis van ser resultat de la renúncia de l'anterior President Eduard Xevardnadze arran els fets de la Revolució Rosada. Com s'esperava, el major líder de l'oposició, Mikheil Sakaixvili va aconseguir una victòria aclaparant. D'acord amb els resultats preliminars emesos el 6 de gener per la Comissió Central d'Eleccions de Geòrgia, Saakaixvili va guanyar amb prop del 97% del total dels vots totals emesos. Els altres candidats van rebre menys del 2% cadascun.
Els altres candidats eren l'antic enviat presidencial de la regió d'Imerècia, Temur Shashiashvili; el líder del Partit Legalista de Geòrgia, Katlos Garibashvili; un dels líders de l'organització política Mdzleveli, Zurab Kelejsashvili; el president de la Coalició d'Organitzacions No-Governamentals del Desarmat, Zaza Sijarulidze i el líder del Partit Davidad Agmashenebeti, Roin Liperteliani.

## Resultats
Eleccions presidencials georgianes de 4 de gener de 2004
| Candidats                                                  | Vots      | %     |
| ---------------------------------------------------------- | --------- | ----- |
| Mikheil Sakaixvili                                         | 1,692,728 | 96.0  |
| Teimuraz Shashiashvili                                     | 33,868    | 1.9   |
| Roin Liparteliani                                          | 4,248     | 0.2   |
| Zaza Sijarulidze                                           | 4,098     | 0.2   |
| Kartlos Garibashvili                                       | 3,582     | 0.2   |
| Zurab Kelejsashvili                                        | 1,631     | 0.1   |
| Nuls                                                       | 22,817    | 1.3   |
| Total 82,8% de participació, 1,762,972 de votants inscrits | 1,762,972 | 100.0 |

## Després de les eleccions
La legislació vigent de Geòrgia estipula que perquè els comicis siguin vàlids ha d'haver una participació ciutadana igual al 50%. El Cap de la Comissió Central Electoral de Geòrgia, Zurab Chaberashvili, va dir que prop d'1.763.000 votants havien participat (un 80%) i que "d'acord amb la informació preliminar, les eleccions són vàlides". A primeres hores del 5 de gener Saakashvili va proclamar la seva victòria a pesar que encara no havien resultat finals. Va agrair als seus simpatitzants, que es van reunir en la Filarmónica de Tbilisi i a més va donar les gràcies als seus votants.
| «                                                              | Aquesta és la victòria del poble de Geòrgia. Les mesures immediates a ser implantades en els primers dies de la meva presidència seran la inclusió de la figura de el Primer Ministre, programar eleccions parlamentàries i la implantació de mesures anti-corrupció en el país. | » |
| — Mikheil Sakaixvili, President de Geòrgia, 5 de gener de 2004 | |   |

Saakaixvili va prendre possessió del càrrec oficialment el 25 de gener de 2004.